# Camponotus satan
Camponotus satan é uma espécie de inseto do gênero Camponotus, pertencente à família Formicidae.